# Крис Еймън
Кристофър Артър Еймън (на английски: Christopher Arthur Amon) е новозеландски автомобилен състезател, пилот от Формула 1.
Един от талантливите, но преследвани от лош късмет пилоти, които през цялата си кариера във Формула 1 нямат победа. По повод късмета му неговият съотборник Марио Андрети се шегува: „Ако ти си гробарят, хората ще престанат да умират.“

## Биография
Крис е роден в Булс, Нова Зеландия, в семейството на богатия скотовъдец Нгайо Еймън. Напуска училище, убеждавайки баща си да му купи кола – „Остин А40“ (Austin A40 Special), с която да се състезава в местни рали състезания. Показвайки таланта си, преминава в категория 1,5 литра с кола Купър и след това със старо 2,5 литрово „Мазерати 250F“, веднъж кара купъра на Брус Макларън, което му носи първа Гран При победа.